# ミッキー&舞ちゃんの夢と魔法のクリスマス
ミッキー&舞ちゃんの夢と魔法のクリスマス（ミッキー アンド まいちゃんのゆめとまほうのクリスマス）は、1993年12月25日にNHK総合テレビで放送された特別番組である。

## 概要
当時、NHK教育テレビで放送され、人気が上昇していた『ひとりでできるもん!』の主人公・舞ちゃんと『天才てれびくん』のてれび戦士、そして東京ディズニーランドが開業10周年を記念した東京ディズニーランド10thアニバーサリー・イッツ・マジカル!の3つが重なったコラボレーション番組である。

## 放送日時
NHK総合テレビ 1993年12月25日 土曜19:30 - 20:44

## ストーリー
クリスマスにまいちゃんは、てれび戦士であるあやちゃん、つとむくん、こばやしくんと、『ひとりでできるもん!』撮影終了後のスタジオでクリスマスパーティーをする。しかし、4人はクリスマスなのにワクワク・ドキドキが足りず、魔法を使えることを夢見ていた。
一方、夢と魔法の王国・東京ディズニーランドでは、ミッキーが素敵な魔法に満ちたショーを準備していた。ところが、ミッキーの魔法は未熟であり、それにより、魔女のマレフィセントがミッキーたちから美しい色を奪い取ってしまった。美しい色を取り戻すには、5つのパワーが無いといけない。
4人はそれぞれミッキーから受け取った手紙からその事件を知り、失われた魔法の力を求め、ディズニーランドで大冒険することに。その後、どうにか手紙に書かれたヒントを基に、パワーを得ることに成功。しかし、5つの中でもっとも大切なパワーのヒントがわからない。果たして、5つ目のパワーとは?そして、美しい色は取り戻せるのか?

## 内容
第1のパワー 想像力
- あやちゃんへの手紙「IMAGINATION チップとデールに会え」
- キャラクター：チップとデール
- ショー：カントリーベア・シアター“ジングルベル・ジャンボリー”

第2のパワー 笑い
- こばやしくんへの手紙「SMILE 笑いの天才!ロジャーラビットをさがせ」
- キャラクター：ロジャー・ラビット
- ショー：ロジャー・ラビットのダンシン・タイムワープ

第3のパワー 友情
- つとむくんへの手紙「FRIENDSHIP」
- キャラクター：7人の小人たち
- ショー：ベリー・メリー・クリスマス

第4のパワー 信じること
- まいちゃんへの手紙「BELIEVE」
- キャラクター：ピーター・パン
- ショー：ワン・マンズ・ドリーム

第5のパワー 勇気
- キャラクター：ホーンド・キング

クリスマスソング・メドレー
- 合唱：杉並児童合唱団

## 出演者
- まいちゃん：平田実音
- あやちゃん：須山彩
- つとむくん：清野努
- こばやしくん：小林一裕
- ストーリーテラー：ジミニー・クリケット
- ディズニーキャラクター

## スタッフ
- 構成・脚本：木崎徹
- 音楽：宮下博次
- 技術：枦山弘行
- 撮影：蔵田茂
- 音声：笈川勇二
- 取材協力：ウォルト・ディズニー・テレビジョン、東京ディズニーランド
- 演出：飯塚英寿、山名啓雄
- 制作統括：大澤慎一
- 制作・著作：NHK

## 備考
- 舞ちゃんは、同年の第44回NHK紅白歌合戦の「1993ステージショー」においても、須山彩、同じてれび戦士である山口美沙と共にゲスト出演した。
- その後、1994年の正月三が日に放映されたディズニー映画の伏線にもなった。
  - 1994年1月1日 土曜16:00 - 17:05「ダンボ」
  - 1994年1月2日 日曜16:00 - 17:20「王様の剣」
  - 1994年1月3日 月曜16:30 - 17:45「ふしぎの国のアリス」